# Emblembrug (Netekanaal)
De Emblembrug is een betonnen uitbouwbrug over het Netekanaal in Emblem, een deelgemeente van Ranst in de Belgische provincie Antwerpen. De brug heeft een totale lengte van 75 m en bestaat uit drie overspanningen: twee zij-overspanningen over de jaagpaden van elk 20 m en een middenoverspanning over het kanaal van 35 m.
Net ten zuidoosten van de brug ligt de gelijknamige brug over de Kleine Nete.